# Manuel Castro Ruiz
Manuel Castro Ruiz (9 de noviembre de 1918 - 18 de noviembre de 2008) fue el Tercer Arzobispo de Yucatán (1969-1995).
"hombre fiel, prudente, entregado a Dios, conquistó corazones e inspiró multitudes, un hombre que cambió la península de Yucatán en la última mitad del siglo XX... Hombre que se encarnó Moreliano, Moreliano que se volvió Sacerdote, Sacerdote que se ungió Arzobispo, Arzobispo que se entregó Yucateco".
(S.T.C.)

## Biografía
Nace en Morella, Michoacán el 9 de noviembre de 1918, (en una casa de la calle Plan de Ayala #73) en el Barrio de San José, en el seno de una de las familias más respetadas y queridas de la ciudad, durante la pandemia de la gripe española, Manuel fue uno de los niños sobrevivientes en Morelia fue conocido como el “Rey de la Gripe”. Sus padres eran Pastor Castro Tinoco, destacado empresario, y Mercedes Ruiz Ramírez.
Sus primeros años de estudio fueron con el profesor Juan Vargas; desde muy pequeño sintió el llamado de Dios e ingresa en 1929 en la Escuela Apostólica del presbítero Saturnino García Lara, en Morelia, lugar donde los jóvenes se preparaban para la vida del sacerdocio. En la actualidad, el Pbro. García se encuentra en un proceso de canonización.
El 2 de enero de 1930, a los 11 años, fue junto con su hermano menor Miguel al Seminario menor y posteriormente al mayor en la ciudad de Morelia.
Los años de 1935 y 1936 fueron difíciles para el seminario de Morelia, el cual se vio en la necesidad de cerrar y se trasladó a encubiertas en haciendas en Michoacán y Guanajuato, en un continuo cambio de sede por la persecución de los agraristas, incitados por el gobierno militar socialista.
En 1937, el seminario fue desintegrado por completo; los alumnos del Seminario Mayor se trasladaron al Gran Seminario Pontificio de Montezuma, en Nuevo México. Manuel Castro fue elegido por Fernando Ruiz Solórzano, y, en vez de ir a Montezuma, sería enviado a estudiar a Roma, al Colegio Pontificio Pío Latino Americano.
Continuó sus estudios de Teología además de las materias propias de su carrera; aprendió un perfecto latín e italiano. Como alumno del Colegio Pío Latino Americano, cursó Filosofía en la Universidad Gregoriana, donde fue muy estimado por superiores y alumnos; llegó a ser prefecto y subprefecto de la tercera división.
Durante las invasiones de Alemania fueron sacados de Roma los seminaristas; en mayo de 1940 Manuel estaba en uno de los primeros grupos.
Llegado a Morelia y no habiendo Seminario Mayor en Morelia, en noviembre de 1940 el arzobispo Luís Maria Altamirano y Bulnes lo envió a Puebla para continuar sus estudios de Teología en el seminario palafoxiano, hasta 1943.
La tonsura la recibió en la catedral de Morelia el 25 de agosto de 1940 de manos del arzobispo Altamirano. Las órdenes menores le fueron conferidas en Puebla, el 22 de junio de 1941, de manos de Alberto Mendoza y Bedolla, obispo de Campeche. El subdiaconado lo recibió el 19 de diciembre de 1942 y el diaconado el 3 de enero de 1943, también en Puebla, de manos del arzobispo angelopolitano Pedro Vera Zuria.
La ordenación el 19 de junio de 1943 en la Catedral de Morelia de manos del arzobispo Luis María Altamirano y Bulnes, en compañía de sus amigos seminaristas y familiares, fue, como el mismo afirma, sin duda el día más grato de su vida.
Cantó su primera misa en la parroquia de San José, en la ciudad de Morelia, en la fiesta de Corpus Christi, apadrinándole Manuel Martín del Campo, obispo de León, y Fernando Ruiz Solórzano, arzobispo de Yucatán, quien ocupó la cátedra sagrada en la ceremonia.
Una de sus primeras actividades fue ser capellán rural en el poblado de Irapeo y Zurumbeneo, capellán de las Hijas del Espíritu Santo. Asimismo fue familiar de Luis María Altamirano.
Manuel Castro fue el mediador clave entre padres de familias de la ciudad de Morelia y los Hermanos Maristas, diestros en la educación católica; ambas partes estaban de acuerdo en la falta de una nueva institución católica comprometida con la sociedad, en la enseñanza de los valores y en la formación de hombres dignos en la sociedad. La unión crea su fruto: el Instituto Valladolid de Morelia; de igual forma Don Manuel fue el primer prefecto de disciplina y estudios de la institución.
En 1953, varios vecinos notables de la ciudad como el Manuel González Galván, Luis Torres, el Jaime Sandoval, Pastor Castro Tinoco y el entonces P. Manuel Castro Ruiz, entre otros, se encargaron de la construcción del Templo de Fátima, organizando donaciones de los vecinos de Morelia. Luis María Altamirano y Bulnes los bendice desde sus inicios. La construcción fue finalizada en 1967.
Profesor de matemáticas, álgebra y cálculo dentro del Seminario, es nombrado Director Espiritual del seminario conciliar de Morelia con el apoyo de Luis María Altamirano y Bulnes, arzobispo de Morelia.
En 1965, el Mons. Fernando Ruiz Solórzano, arzobispo de Yucatán, quien fuera su rector siendo seminarista, lo invita como obispo titular de Cincari y obispo auxiliar de Yucatán. Al morir Mons. Ruiz Solórzano, Pablo VI lo preconizó trigésimo noveno obispo de Yucatán y tercer arzobispo el 20 de septiembre de 1969; el arzobispado de Yucatán tenía a su cargo los estados de Yucatán, Campeche, Quintana Roo, Tabasco y Chiapas.
Él mismo afirmó cuando fue preconizado arzobispo «Vamos a servir a los que ya amamos»; si alguna persona conocía bien Yucatán, era Manuel. La lejanía de Yucatán implicaba falta de servicios públicos y comunicaciones, pero esto no obstruyó la labor pastoral de llevar la palabra de Dios a todos los rincones de la península de Yucatán; el mismo gobernador Víctor Cervera Pacheco le pedía consejo acerca de las rutas que debía tomar para visitar el estado.

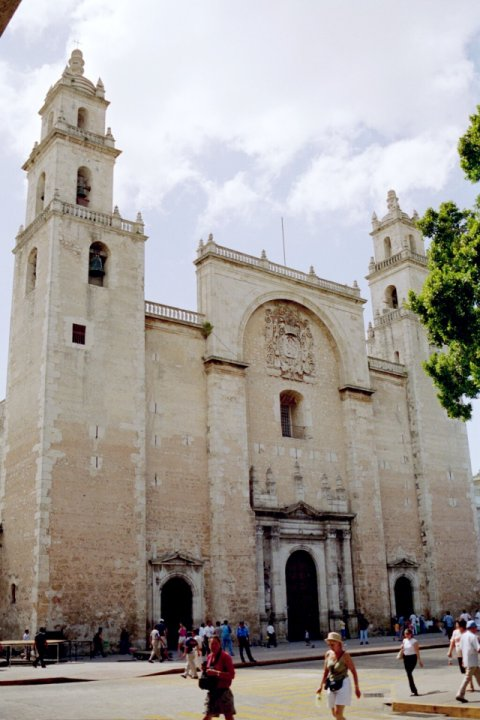
Mons. Castro Ruiz promovió la restauración de la Catedral de San Ildefonso (1598).

Hizo innumerables peregrinaciones a Roma y fue recibido personalmente por Pablo VI y Juan Pablo II; este último sería su invitado de honor en 1993 durante su primera visita a México como papa de la Iglesia católica, como anfitrión el 11 y 12 de agosto de Juan Pablo II, le mostró la tierra del mayab, visitando Uxmal, Izamal y Mérida.
Es importante decir que Mons. Manuel Castro Ruiz, fue piedra angular para la restauración de las relaciones diplomáticas entre México y la Santa Sede, esto después de las persecuciones de varios gobiernos mexicanos –Juárez, Calles y Cárdenas- en contra de la Iglesia Católica. Sin embargo la iniciativa e importancia política y hacendaria de reincorporar a la Santa Sede en las relaciones de México fue de Don Agustín Arriaga Rivera (Mason y Supremo Gran Comendador del Mundo), moreliano y amigo de infancia de Mons. Castro Ruiz, quien le comento la situación al entonces Presidente de México Carlos Salidas de Gortari, pláticas diplomáticas iniciadas en 1991, resueltas en 1992 y completadas en Mérida en 1993. Siendo testigos de este importante acontecimiento para México,  Carlos Salinas de Gortari, Dulce María Sauri, Nuncio Girolamo Prigone, Agustín Arriaga y Mons. Manuel Castro Ruiz.
Su labor pastoral fue importante en todos los ámbitos, especialmente como Protector y Evangelizador del Pueblo Maya o Mayista, constatado en 1973 cuando coordinó el I Encuentro Nacional de Pastoral Maya, en el que se sentaron las bases para acercar la fe a los sectores rurales más apartados, con mayoría de población mayaparlante. A raíz del encuentro, en noviembre de 1976 se aprobó la traducción a la lengua maya del Misal ordinario, utilizado en las liturgias dominicales, y posteriormente se dio pie a promover la celebración de la misa en Lengua Maya o la traducción de la Biblia reconocida por la Santa Sede.
Después de una larga y fructífera labor, renuncia al cargo en 1993, a los 75 años, como es costumbre, siendo ésta negada por Juan Pablo II. En 1995 es aceptada su renuncia, a los 77 años de edad con 30 años de servicio en la Consejo Episcopal Latinoamericano y la Conferencia del Episcopado Mexicano, dejando el cargo el 29 de abril de 1995 a su sucesor Emilio Carlos Berlie Belauzarán.
Su labor pastoral sobrepasaba sus límites; durante su pontificado impulsá a diversas personalidades o a quienes veía con futuro prometedor, becándolos por cuenta propia en el Conservatorio de las Rosas de la ciudad de Morelia, impulsándolos en sus proyectos o simplemente ayudándolos a ser mejores como seres humanos. Uno de tantos casos es el de Carlos Castillo Peraza, quien lo propone para ser Presidente Nacional de la Asociación Católica de la Juventud Mexicana y lo beca en la Universidad Pontificia en Roma, lugar donde cursa la cátedra de Filosofía.
El 23 de noviembre del 2000, Manuel Castro Ruiz es nombrado doctor honoris causa por la Universidad del Mayab, de la Legión de Cristo.
Culminando su pontificado en Yucatán, sus familiares en Morelia esperaban su regreso, a lo que él se negó.
Falleció a los 90 años de edad, el día 18 de noviembre de 2008 a las 16:45 horas en la Clínica de Mérida, con la bendición apostólica de Benedicto XVI, con 43 años de Obispo de la Iglesia Católica y 65 de Sacerdote.
Sus restos mortales descansan en la Catedral de San Idelfonso Mérida, en una capilla privada a los pies del Cristo de las ampollas, siendo el único obispo enterrado en la primera Catedral de América.
El día 18 de noviembre de 2009, en el primer aniversario luctuoso, Mons. Rafael Palma Capetilloen celebró una misa al concluir fue develada una placa de piedra en la capilla del Cristo de las Ampollas, arriba de la cripta del prelado. La placa fue labrada en latín por artesanos de Dzityá.

## Los mayas y la Iglesia católica
En 1973 Manuel Castro Ruiz realizó el I Encuentro Nacional de Pastoral Maya, en el que se sentaron las bases para acercar la fe a los sectores rurales más apartados, con mayoría de población mayaparlante. A raíz del encuentro, en noviembre de 1976 se aprobó la traducción a la lengua maya del Misal ordinario, utilizado en las liturgias dominicales, y posteriormente se dio pie a promover la celebración de la misa en Lengua Maya o la traducción de la Biblia reconocida por la Santa Sede.

## Materia internacional
- Asistió a la cuarta y última etapa del Concilio Vaticano II, convocada y presidida por el Papa Pablo VI en 1965.
- Asistió a la II Conferencia General del Episcopado Latinoamericano, Medellín, Colombia en 1968.
- Realizó el I Encuentro Nacional de Pastoral Maya, 1973.
- Gestionó la aprobación de la Santa Sede del Misal Ordinario y Biblia y la celebración de la misa en lengua maya, 1976.
- Asistió a la III Conferencia General del Episcopado Latinoamericano, Puebla en México, 1979.
- Asistió a la IV Conferencia General del Episcopado Latinoamericano, Santo Domingo, República Dominicana en 1992.
- Realizó la Reunión con etnias de Hispanoamérica, en Izamal, Yucatán, en 1993.
- Organizó la tercera visita de Juan Pablo II a México y la primera como papa de la Iglesia católica, siendo piedra angular en la restauración de las relaciones diplomáticas.  1993.

## Bendición de los alimentos
- Sobre el pan que nos regalas, da Señor tu bendición y en la mesa en que nos unes ven y siéntate Señor. Mons. Manuel Castro Ruiz

## Alumnos destacados
- Alberto Suárez Inda, obispo de Tacambaro, arzobispo de Morelia y Cardenal.
- Carlos Suárez Cázares, obispo de Campeche, Zamora y Auxiliar de Morelia.
- Octavio Villegas Aguilar, obispo de Tula y Auxiliar de Morelia.
- Alejo Zavala Castro, obispo de Chilpancingo.
- José Rafael Palma Capetillo, obispo auxiliar de Yucatán.
- Jorge Carlos Patrón Wong, presidente de la Organización de Seminarios de América Latina, Rector del Seminario Conciliar de Yucatán, Obispo de Papantla y Secretario para los Seminarios de la Congregación para el Clero en Roma.
- Lázaro Pérez Jiménez, Obispo de Celaya.
- Jorge Antonio Laviada Molina, Rector del Seminario Conciliar de Yucatán.

## Personas más cercanas
Carlos Castillo Peraza, José Florencio Camargo Sosa, Mons. Jorge Carlos Patrón Wong, P. Francisco Montañez Jure, Mons. José Rafael Palma Capetillo, Agustín Arriaga Rivera, etc.

## Reseña histórica
- 9 de noviembre de 1918: Nace en la ciudad de Morelia.
- 19 de noviembre de 1918: Bautizado en la parroquia del Sagrario Metropolitano.
- 16 de diciembre de 1918: Presentado en el Registro Civil de la Ciudad de Morelia.
- 14 de noviembre de 1920: Confirmación por el arzobispo Leopoldo Ruiz y Flores.
- En 1929 ingresó en la Escuela Apostólica en Morelia el Pbro. Saturnino García Lara.
- 2 de enero de 1930: Ingreso en el Seminario.
- 1 de octubre de 1937: Se embarcó para ir al Colegio Pío Latinoamericano, en Roma.
- Mayo de 1940: Sale de Roma por la invasión de Alemania a Europa.
- 1940: Se inician las pláticas de fundación del Instituto Valladolid.
- 25 de agosto de 1940: Recibe la tonsura en la catedral de Morelia por Mons. Altamirano.
- Noviembre de 1940: Mons. Altamirano lo envió al Seminario de Puebla.
- 1 de marzo de 1941: Se firma el acta constitutiva del Instituto Valladolid.
- 22 de junio de 1941: Recibe las órdenes menores en Puebla por Mons. Alberto Mendoza.
- 19 de diciembre de 1942: Recibe el subdiaconado.
- 3 de enero de 1943: Recibe el diaconado por Mons. Pedro Vera Zuria.
- 19 de junio de 1943: Recibe la ordenación en la catedral de Morelia por Mons. Luis María Altamirano y Bulnes.
- 1944: Profesor del seminario.
- 1950: Nombrado director espiritual del Seminario Mayor.
- 1953: Se inicia la construcción del Templo de Fátima de Morelia.
- 1960: Asiste al Congreso Eucarístico de Múnich, Alemania.
- 21 de julio de 1965: S.S. Pablo VI firma en Castel Gandolfo la Bula, donde se nombra al Pbro. Manuel Castro Ruiz Obispo auxiliar de Yucatán y Obispo Titular de Cincari.
- 31 de julio de 1965: Se publica en L'Osservatore Romano la elección de S.S. Paulo VI a favor del Pbro. Manuel Castro Ruiz.
- 2 de agosto de 1965: Visita por primera vez Yucatán.
- 26 de diciembre de 1965: Llegada a Umán, Campeche.
- 27 de diciembre de 1965: Consagración en la Catedral de Mérida por Mons. Ruiz Solórzano.
- 19 de julio de 1968: celebra sus Bodas de Plata sacerdotales.
- 15 de mayo de 1969: Muere Mons. Fernando Ruiz Solórzano.
- 16 de mayo de 1969: El cabildo metropolitano elige a Mons. Castro jefe interino de la Iglesia Yucateca, con el título de vicario capitular.
- 20 de septiembre de 1969: S.S. Paulo VI preconiza tercer arzobispo de Yucatán a Mons. Castro.
- 12 de diciembre de 1970: Imposición del Palio.
- 1971: Muere Pastor Castro Tinoco.
- 25 de abril de 1978: Consagra Obispo a Mons. Domingo Jafet Herrera Castillo.
- 1982: Muere la Mercedes Ruiz Ramírez.
- Octubre de 1983: Reuniones con Juan Pablo II.
- 1984: Fundación de la Universidad del Mayab.
- 8 de diciembre de 1988: Bendición y Fundación de Ciudad Vicentina.
- Febrero de 1989: Reuniones con Juan Pablo II.
- 1992: Aprueba el Catecismo Misionero, Guía del Misionero de Juventud y Familia Misionera, de la Legión de Cristo.
- 1992: Se inician las pláticas de restauración de las relaciones diplomáticas entre México y la Santa Sede.
- 11 y 12 de agosto de 1993: Tercera visita de Juan Pablo II a México y primera como Jefe de Estado, (Mérida, Izamal y Xoclán, Yucatán).
- 29 de abril de 1995: Renuncia al cargo de Arzobispo de Yucatán.
- 1999: Cuarta visita de Juan Pablo II.
- 23 de noviembre del 2000: Nombrado doctor honoris causa por la Universidad del Mayab.
- 18 de noviembre de 2008: Fallece en la ciudad de Mérida.

## Familiares
Esperanza Ruiz Ocampo, Hija de María Inmaculada de Guadalupe y fundadora de las Hijas de María Trono de la Sabiduría;
Felipe de Jesús Tena, gobernador de Michoacán;
Felipe Tena Ramírez, Jurista;
Pastor Castro Tinoco, Industrial;
Miguel Castro Ruiz, periodista y literato.

## Legado
- Fundador del Instituto Valladolid educación marista en Morelia. (1942) https://valladolid.edu.mx/
- Ideólogo y Gestor de la aprobación de la Santa Sede del Misal Ordinario y Biblia y la celebración de la misa en lengua maya.
- Fundador de la Universidad del Mayab, en Mérida. (1984) https://www.anahuacmayab.mx/
- Guía del Misionero, Juventud y Familia Misionera, fue aprobado por Manuel Castro Ruiz. (1992)  https://im-elvigia.weebly.com/uploads/6/1/0/4/6104922/manual_del_misionero.pdf
- Padre, de las Misioneras Hijas de la Madre Santísima de la Luz.
- Serra International, tiene el Club Serra de Mérida “Arz. Manuel Castro Ruiz”. (2002) (http://www.serramerida.org.mx/act2012.html).
- Hijo Ilustrísimo de la ciudad de Morelia y Michoacán.
- Auditorio de Conferencias de Prensa del Seminario de Yucatán tiene el nombre "Mons. Manuel Castro Ruiz".